# Seiichi Makita
Seiichi Makita (jap. 巻田 清一, Makita Seiichi; * 11. Juli 1968 in der Präfektur Tokio) ist ein ehemaliger japanischer Fußballspieler.

## Karriere
Makita erlernte das Fußballspielen in der Schulmannschaft der Teikyo High School und der Universitätsmannschaft der Tokai-Universität. Seinen ersten Vertrag unterschrieb er 1991 bei NTT Kanto. Der Verein spielte in der zweithöchsten Liga des Landes, der Japan Soccer League Division 2. Für den Verein absolvierte er 38 Spiele. 1993 wechselte er zum Ligakonkurrenten Urawa Red Diamonds. 1994 wechselte er zum Zweitligisten Fujitsu. Für den Verein absolvierte er 73 Spiele. 1997 wechselte er zum Ligakonkurrenten Mito Hollyhock. Für den Verein absolvierte er 49 Spiele. Ende 1998 beendete er seine Karriere als Fußballspieler.